# Кронин, Джастин
Джастин Кронин (англ. Justin Cronin, род. 1962[…], Новая Англия) — американский писатель. Он написал пять романов: «Мэри и О’Нил» и «Летний гость»; трилогию о вампирах, состоящую из «Перерождения», «Двенадцати» и «Города зеркал». Он получил премию Фонда Хемингуэя/ПЕН-клуба, премию Стивена Крейна и премию Уайтинга.
Кронин родился и вырос в Новой Англии, окончил Гарвардский университет и Мастерскую писателей Айовы. Он преподавал творческое письмо и был «местным автором» в Университете Ла Салля в Филадельфии, штат Пенсильвания, с 1992 по 2003 год. Он бывший профессор английского языка в Университете Райса, живёт с женой и детьми в Хьюстоне, штат Техас.
В июле 2007 года Variety сообщила, что компания Fox 2000 купила права на экранизацию вампирской трилогии Кронина. Первая книга серии, The Passage, вышла в июне 2010 года, получив в основном положительные отзывы. Книга была адаптирована Fox в телесериале, Кронин указан в качестве сопродюсера.